# 151
151（一百五十一）是150與152之間的自然數。

## 数学性质
- 第36個質數。前一個為149、下一個為157。
  - 第12对孿生質數，為（149、 151）。
  - 第11個幸运素数
  - 高斯質數之一。
- 第93個無平方數因數的數。前一個為149、下一個為154。
- 第68個十进制的等數位數。前一個為149、下一個為155。
- 迴文數
- 五角星數
- 中心十邊形數

## 其他領域
- 新加坡：新加坡地鐵C151型列車（後來發展為C151A、C151B、C151C）。